# Национал-социалистическое движение Чили
Национал-социалистическое движение Чили (исп. Movimiento Nacional Socialista de Chile) — политическое движение в Чили, существовавшее в эру президентской республики, которое первоначально поддерживала идеи Адольфа Гитлера, но позднее сместилось в направлении итальянского фашизма.
Движение было создано в апреле 1932 года генералом Диасом Вальдеррамой, Карлосом Келлером (главный идеолог группы) и Хорхе Гонсалесом фон Марэесом, который стал лидером. Партия изначально строго придерживалась идеи нацизма, с подчеркнутым антисемитизмом. Они получили финансовую поддержку от немецкого населения Чили и вскоре численность партии достигла 20 000 человек, а на выборах 1937 года она получила 3,5 % голосов и провела 3 депутатов в парламент. Движение подчеркивало, что оно видело потребность в однопартийности, корпоративизме и солидарности между классами. Позднее появилось собственное военизированное крыло, Тропас Насистас де Асальто.
В 1938 году, после неудачного фашистского путча, деятельность Национал-социалистического движения была пресечена. В 1939 году его членами была создана новая партия Народно-социалистический авангард, распущенная в 1942 году. Из членов партии успешную политическую карьеру построили лишь Хорхе Прат и Оскар Хименес, занимавшие в последующем министерские посты в правительствах Карлоса Ибаньеса (оба) и Сальвадора Альенде (второй).